# زانکت گورگن بای سالزبورگ
زانکت گورگن بای سالزبورگ (به آلمانی: Sankt Georgen bei Salzburg) یک منطقهٔ مسکونی در اتریش است که در ناحیه زالتسبورگ-اومگه‌بونگ واقع شده‌است. زانکت گورگن بای سالزبورگ ۲۵ کیلومتر مربع مساحت دارد ۴۰۳ متر بالاتر از سطح دریا واقع شده‌است.